# Lode Runner: The Legend Returns
Pour les articles homonymes, voir Lode Runner (homonymie).
Lode Runner: The Legend Returns est un jeu vidéo de plates-formes et de réflexion développé par Presage Software et édité par Sierra On-Line, sorti en 1994 sur DOS, Windows, Mac, Saturn et PlayStation.

## Accueil
- Gen4 : 50 % (Windows)[1]